# Zdravotní péče v Angole

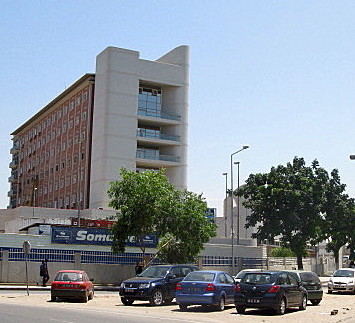
Porodnice v hlavním angolském městě Luanda

Zdravotní péče v Angole se skládá ze sítě nemocnic, klinik a ambulancí.

## Historie
Zdravotní systém v Angole značně utrpěl již během angolské války za nezávislost, která probíhala v letech 1961 až 1975. A situaci zhoršila i následná občanská válka, která trvala od roku 1975 do roku 2002. Zdravotnická zařízení v té době chátrala, vybavení nebylo udržováno a zdravotnické potřeby, které Angola téměř bezvýhradně dováží, byly vzácným zbožím. Bohatší lidé se mohli léčit v soukromých nemocnicích, ale veřejný systém téměř nefungoval. Japonská vláda v roce 2000 vytvořila grantový projekt pod názvem "Projekt pro zlepšení lékařského vybavení v primárních zdravotnických zařízeních v provincii Luanda" se záměrem zlepšit 27 místních zdravotnických středisek. Následně byly poskytnuty téměř 3 miliony jenů na plánovanou rekonstrukci a opravu Nemocnice Josiny Machela, která je hlavním specializovaným centrem v Angole.

## Systém
Národní zdravotní služba v Angole je řízena ministerstvem zdravotnictví. Provinční vlády provozují provinční nemocnice a městské správy provozují městské nemocnice, zdravotní střediska a ambulance. Městské správy tak vedou síť primární zdravotní péče.
Zdravotnictví je od roku 1975, kdy získala Angola nezávislost, bezplatné, ale ve venkovských oblastech je přístup ke zdravotní péči značně omezený. Zdravotní péče je regulována Všeobecnou zdravotní inspekcí a Národním ředitelstvím zdraví, které spravuje Národní seznam základních léčiv. Léčiva jsou regulována Národním systémem cen. Výběrová řízení na léčebné prostředky jsou řízena Centralizovaným úřadem pro nákup léků. Ten také léky distribuuje.

## Personální zajištění

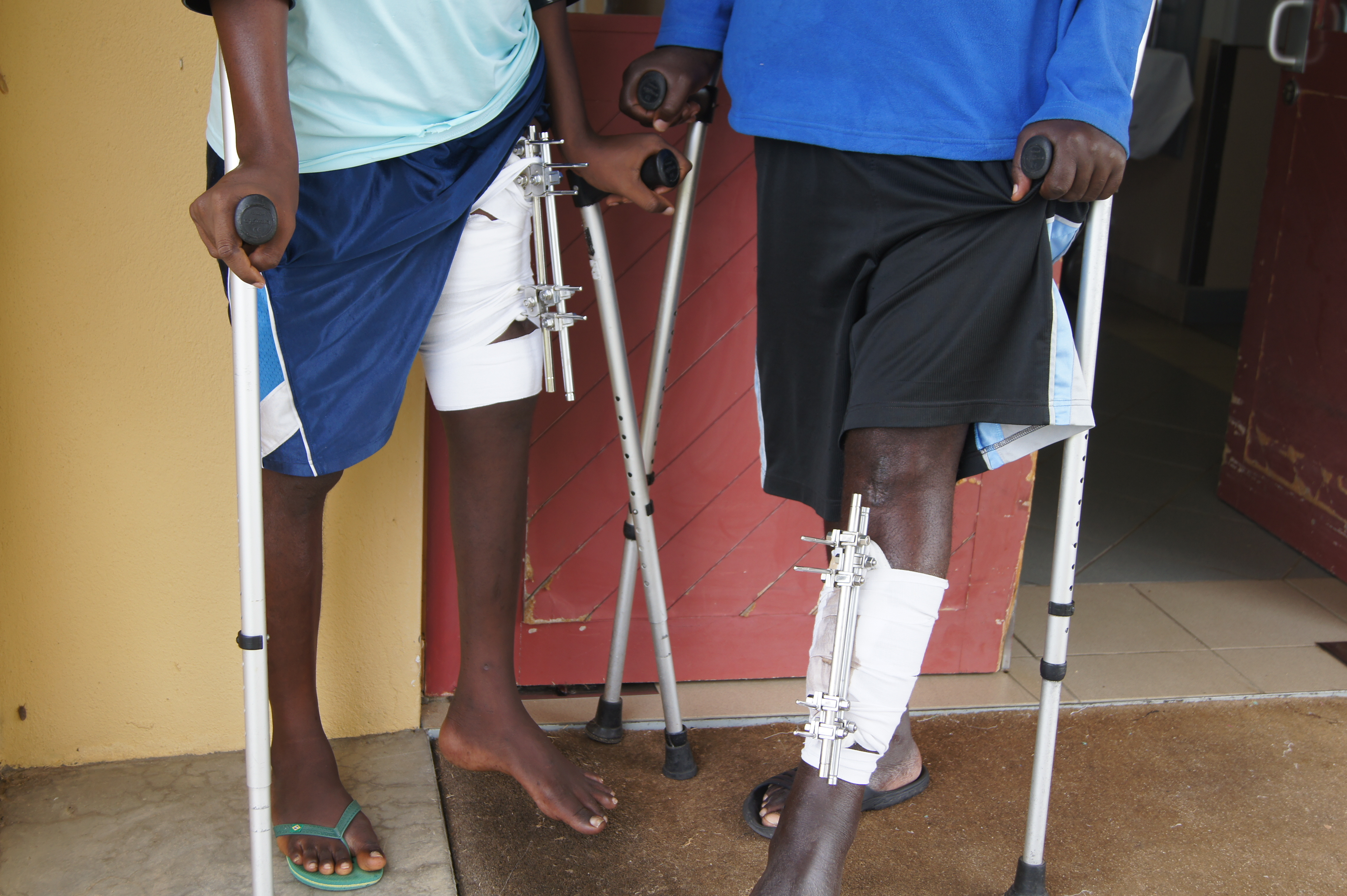
Pacienti v Angole po ortopedické operaci

Kvůli délce občanské války, která v Angole probíhala, téměř celá generace Angolanů nedostala příležitost získat jakékoliv vzdělání. To vedlo k dramatickému úbytku zdravotnického personálu a zhoršilo tak již špatný stav angolského zdravotnictví, včetně porodnictví. V reakci na nedostatek zdravotníků pracují v Angole kubánští lékaři, kteří se zaměřují i na zlepšení zdraví matek.
Zdravotnictví silně pocítilo sociální dopady války. Kvůli velkému počtu lidí, kteří během války nemohli získat vzdělání, není možné zajistit potřebný počet odborného lékařského personálu, ale ani obsadit administrativní místa či další potřebné pozice ve vládním systému. Obyvatelstvo Angoly ztratilo tak potenciál téměř celé generace. V roce 2012 připadal přibližně 0,08 lékaře na tisíc obyvatel.

## Stav v 21. století

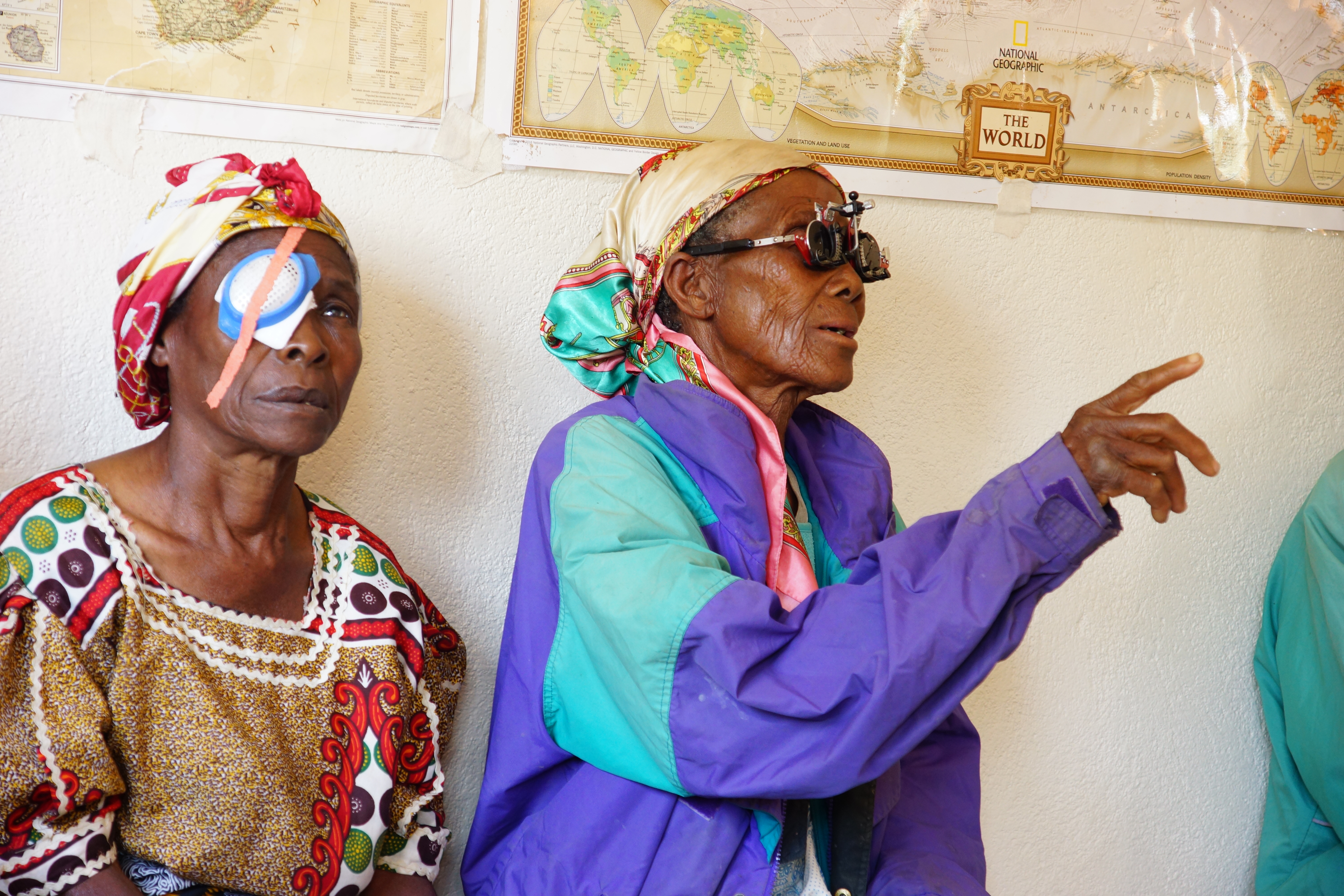
Ženy, kterým byl ve východní Angole odoperován šedý zákal

Poté, co skončila občanská válka, byla provedena určitá vylepšení zdravotnického systému. Podle zpráv UNICEF z roku 2005 byla 2 % veřejných výdajů určena pro zdravotnictví. Toto číslo po roce 2005 vzrostlo. Mezi největší problémy patří nedostatek lékařů, zničení zdravotnických zařízení v celé zemi a rozdíly mezi dostupností primární péče na venkově a ve městech. Navíc se veřejné výdaje na zdravotnictví v roce 2014 snížily. I v roce 2020 byl systém bezplatného veřejného zdravotnictví silně podfinancován a s nedostatkem personálu. Lékařské technologie a infrastruktura jsou zastaralé a systém je obtížně dostupný, takže místní, pokud na to mají prostředky, často volí soukromou zdravotnickou péči. Soukromé zdravotní pojištění často kryje akutní převoz do lepších zdravotnických zařízení v Jihoafrické republice nebo dalších sousedních zemích.
Bývalý angolský prezident José Eduardo dos Santos udělil zvláštní status veřejné klinice Clínica Multiperfil v Luandě, která si může za péči účtovat poplatky, přestože je veřejnou institucí. Většinu jejích pacientů tvoří pojištění politici a příslušníci ozbrojených sil. Nemocnice také nemůžou vždy poskytovat předepsanou medikaci a pacienti si ji možná budou muset kupovat soukromě, podobně jako i další zdravotnické potřeby.